# Aedes seoulensis
Aedes seoulensis är en tvåvingeart som beskrevs av Yamada 1921. Aedes seoulensis ingår i släktet Aedes och familjen stickmyggor. Inga underarter finns listade i Catalogue of Life.